# Temporada 1988-1989 del Liceu
La temporada 1988-1989 del Liceu va viure l'estrena al teatre d'una obra de Rossini de 1813: Tancredi. Aquesta absència fou remeiada amb tots els honors, ja que la funció fou presidida per un dels grans mites de l'òpera de tota la segona meitat del segle xx i, a més, exquisida especialista rossiniana, l'exímia Marilyn Horne, que feia el seu debut en el Gran Teatre.
| Temporada 1988-1989 del Liceu |                    |                  |                   | |                                  |                                |
| Òpera                         | Compositor         | Director musical | Director d'escena | Papers principals | Producció                        | Dates                          |
| Llibre Vermell                | Xavier Benguerel   |                  |                   | |                                  | 21, 23, 25 i 27 de setembre    |
| Don Carlo                     | Giuseppe Verdi     | Thomas Fulton    |                   | Pedro Lavirgen, Piero Cappuccilli, Wolfgang Brendel, Margaret Price, Stefania Toczyska, Ruggero Raimondi, Harald Stamm                                                 |                                  | 7, 10, 12, 13 i 15 de novembre |
| Lucia di Lammermoor           | Gaetano Donizetti  | Richard Bonynge  | Vittorio Patanè   | Joan Sutherland, Alfredo Kraus, Vicenç Sardinero, Harry Dworchak, Josep Ruiz, Ma. Angels Sarroca Escenografia: Pierluigi Piantanida, Vestuari: Pier Luciano Cavallotti | Grand Teatre del Liceu (1986-87) | 21, 24, 27 i 30 de novembre    |
| La favorita                   | Gaetano Donizetti  |                  |                   | Alfredo Kraus |                                  |                                |
| Salomé                        | Richard Strauss    |                  |                   | Montserrat Caballé |                                  | desembre                       |
| Lucrezia Borgia               | Gaetano Donizetti  | Richard Bonynge  |                   | Joan Sutherland, Alfredo Kraus, Michele Pertusi, Martine Dupuy, Piero de Palma                                                                                         |                                  |                                |
| Arabella                      | Richard Strauss    | Christof Perick  | Pierre Médecin    | Lucia Popp, Rudolf Konstantin, Peter Seiffert, Kritina Laki, Hermann Becht, Patricia Johnson                                                                           |                                  | febrer                         |
| Tristany i Isolda             | Richard Wagner     | Peter Schneider  | Emilio Sagi       | René Kollo, Matti Salminen, Montserrat Caballé, Franz Grundheber, Enric Serra, Brigitte Fassbaender/Jacalyn Bower, Antoni Comas i Ruano, Claudio Otelli                |                                  | febrer                         |
| Tancredi                      | Gioacchino Rossini | Henry Lewis      | Pier-Luigi Pizzi  | Marilyn Horne, Iolanda Omilian, Christine Weidinger, Enedina Lloris, Ernesto Palacio, Boris Martinovic                                                                 | Fundació Rossini, de Pesaro      | 4 de maig                      |